# Доброшин
Доброшин је насељено место у Босни и Херцеговини у општини Горњи Вакуф-Ускопље. Административно припада Федерацији Босне и Херцеговине, односно њеном Средњобосанском кантону. Према попису становништва из 2013. у насељу је било 384 становника, а већинско становништво у насељу били су Хрвати.

## Становништво
По последњем службеном попису становништва из 2013. године у насељу Доброшин живело је 384 становника, а село је било етнички хомогено са већинском хрватском популацијом.
| Националност | 2013. | 1991.        | 1981.        | 1971.        |
| Бошњаци      | —     | 0            | 0            | 0            |
| Хрвати       | —     | 545 (99,82%) | 536 (98,89%) | 463 (100,0%) |
| Срби         | —     | 1 (0,18%)    | 0            | 0            |
| Југословени  | —     | 0            | 0            | 0            |
| остали       | —     | 0            | 6 (1,10%)    | 0            |
| Укупно       | 384   | 546          | 542          | 463          |